# Eucereon agylloides
Eucereon agylloides är en fjärilsart som beskrevs av Dyar. Eucereon agylloides ingår i släktet Eucereon och familjen björnspinnare. Inga underarter finns listade i Catalogue of Life.